# 竹田晴夫
竹田 晴夫（たけだ はるお、1922年5月28日- 2014年10月2日 ）は、日本の経営者。東京海上火災保険社長を務めた。

## 来歴・人物
福岡県出身。1947年に東京大学法学部政治学科を卒業し、同年に東京海上火災保険に入社した。1975年6月に取締役に就任し、1978年7月に常務、1981年7月に専務を経て、1983年7月に副社長に就任し、1984年7月には社長に昇格した。1990年6月に会長に就任し、1993年6月に相談役を経て、2004年6月から名誉顧問を務めた。
1988年11月に藍綬褒章を受章し、1994年4月に勲二等旭日重光章を受章。
2014年10月2日、老衰のために死去。92歳没。